# Lasiocampa quercus
Lasiocampa quercus tradicionalno hrastova prelja, krupan je noćni leptir iz porodice Lasiocampidae.

## Distribucija i tip staništa
Vrsta je široko rasptrostranjena u Evropi, ali i umerenim i umereno hladnim područjima Azije. U Srbiji je čest, a pored preferiranih brdsko-planinskih i šumovitih staništa,  susreće se i na obodima gradova, u blizini žbunaste i drvenaste vegetacije.

## Biljke hraniteljke
Uprkos imenu vrste koje ukazuje na hrast (lat. Quercus), gusenica ove polifagne vrste hrani se vrbama (Salix spp.), belom brezom (Betula pendula), kupinom (Rubus fruticosus), trnjinom (Prunus spinosa) i mnogim drugim srodnim biljkama. Postoje i reference sa početka dvadesetog veka koje ističu da je vrsta Lasiocampa quercus nanosila štetu u hrastovim šumama prilikom prenamnožavanja, usled sposobnosti da se adaptira na biljku hraniteljku koja je nadostupnija i u izobilju. Međutim, opšti stav je da je ime vrste quercus dobila po sličnosti u izgledu lutke i ploda hrasta, žira.

## Životni ciklus
U zavisnosti od geografskog područja, Lasiocampa quercus se razvija jednu ili dve godine, pri čemu u dvogodišnjem razvoju prve godine prezimljava gusenica, a druge lutka. U brdsko-planinskim staništima u Srbiji, hrastova prelja se generalno razvija dve godine, pri čemu je najveći broj susreta zrelih gusenica nakon izlaska iz hibernacije. U kasno leto, gusenice poslednjeg larvenog stupnja, karakterističnog izgleda i izrazito krupne, lako su uočljive na otvorenim površinama, gde se kreću u potrazi za mestom za ulutkavanje. Po ekloziji, leptiri lete od maja do jula. Vreme letenja predodređeno je vremenskim i geografskim uslovima, kao i dužinom životnog ciklusa.

### Odrasle jedinke
Ženke su krupnije od mužjaka, prosečnog raspona krila 75mm, bleđe obojene od mužjaka, žućkasto smeđe, markirana dvema belim tačkama na prednjim krilama. Mužjak je manjeg raspona krila (prosečno 45mm), znatno tamniji, duboke smeđe boje i razgranatih antena. Takođe je markiran, pri čemu su zbog kontrasta tačke izraženije. Mužjaci su dnevni letači, i preferirjau sunčane dane za let. Ženke su generalno noćni letači, i privlači ih veštačko osvetljenje. Adulti se ne hrane i njihov životni vek je oko nedelju dana.

### Gusenica
Gusenice prolaze kroz značajne morfološke promene tokom svog razvoja, pri čemu se menjaju i boje i markacije. Mlađe gusenice moguće je zameniti sa srodne vrste iz potfamilije Lasiocampinae, dok je zrela gusenica, koja se najčešće sreće, veoma karakteristična. Jedna od najkrupnijih gusenica u Srbiji, prosečne dužine 80mm, smeđeg obojenja, sa ravnomerno raspoređenim setama iste boje po čitavom integumentu, ima krznen izgled. Subdorzum je markiran dvema belima isprekidanim linijama, a crni intersegmentalni prstenovi vidljivi su naročito tokom kretanja. Glavena kapsula je krupna i smeđa. 

### Lutka
Krupna, tamno smeđa lutka ima višestruku zaštitu. Neposredno oko nje, nalazi se svileni, gusti upleteni kokon, svetlije smeđ i dlakavog izgleda, koji podseća na žir. Takav kokon je najčešće zaštićen dodatnom beličastom svilenom barijerom, koja je labavije upletena. Odgajanje u zatvorenom prostoru ubrzava ekloziju. 

### Jaja
Polažu se jedno po jedno, i nisu pričvršćena za supstrat, sferičnog oblika, bele osnove boje i prošarana smeđim.

## Galerija
- Zrela gusenica
- Gusenica na polovini svog razvojnog puta
- Lutka